# Latex

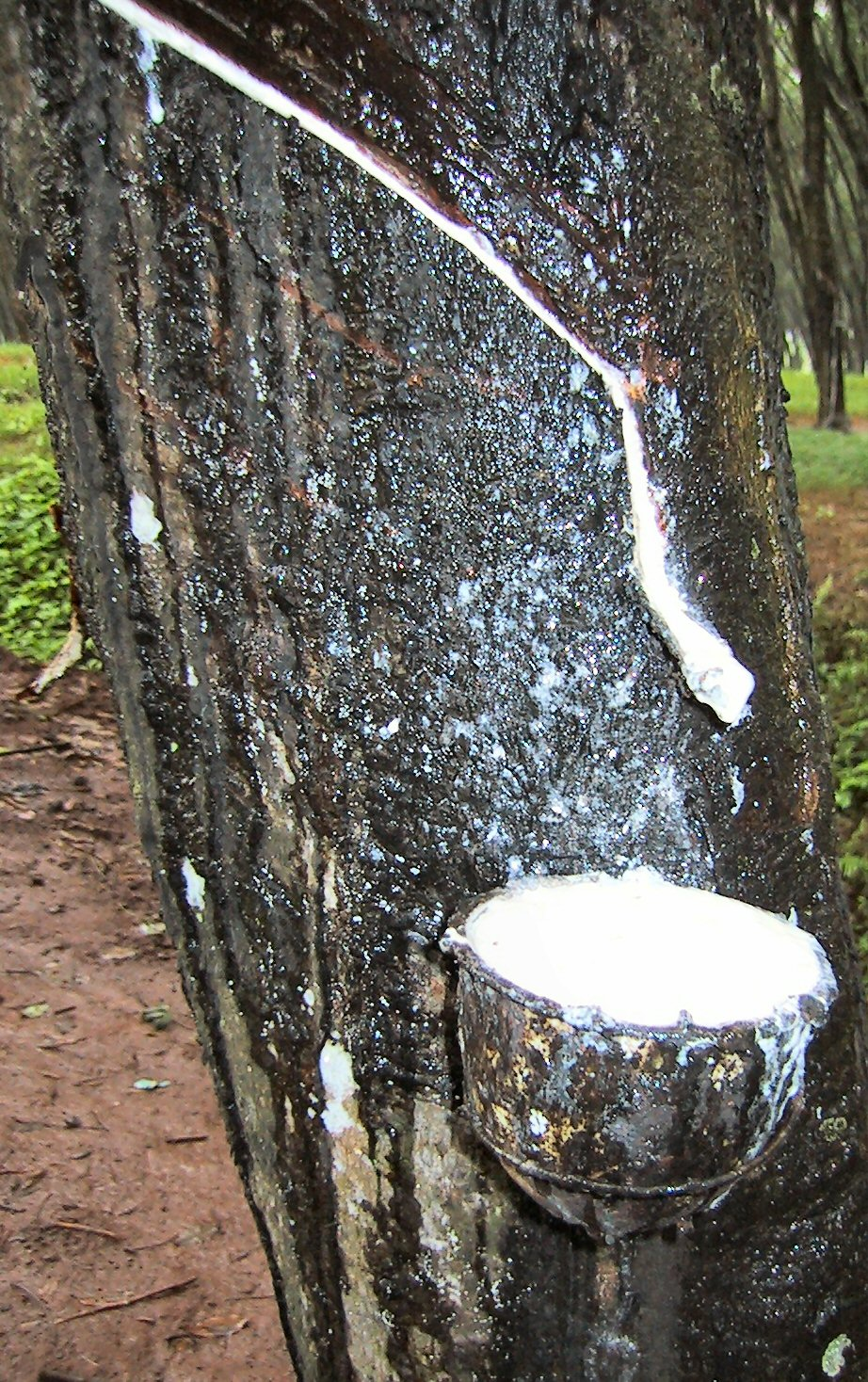
Latexproductie in de buurt van Purwakarta (Java, Indonesië)

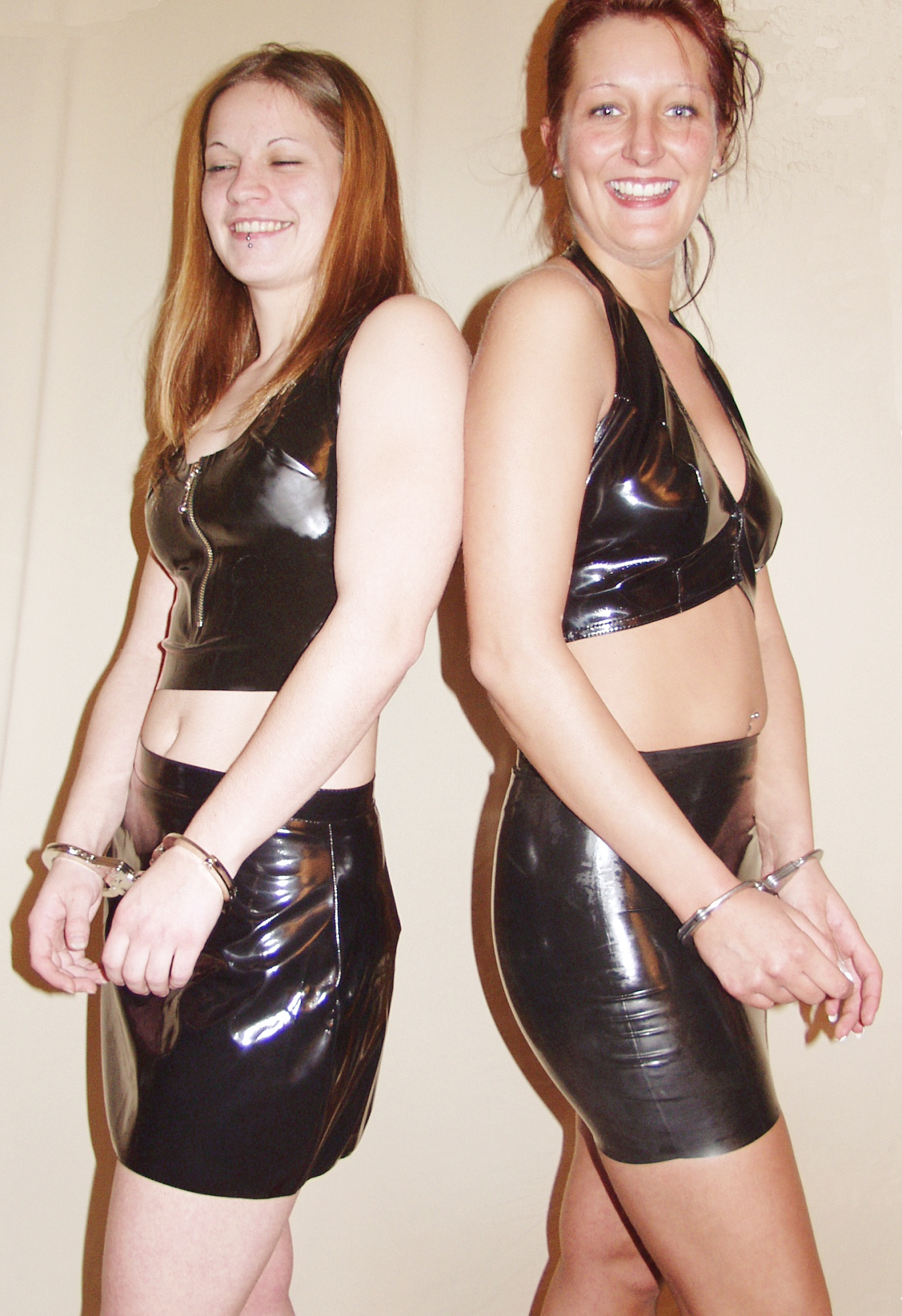
Latexkleding

Latex is de naam voor een aantal verwante stoffen:
- Melksap, een dikke, melkwitte emulsie: het sap van de Braziliaanse rubberboom (Hevea brasiliensis, wolfsmelkfamilie, Euphorbiaceae) of uit bomen, struiken of planten van totaal andere plantenfamilies zoals bijvoorbeeld de Indische rubberboom (Ficus elastica) en Panamese rubberboom Castilla elastica (beide moerbeifamilie, Moraceae), maanbloem (Ipomoea alba, windefamilie, Convolvulaceae), rubberlianen (maagdenpalmfamilie Apocynaceae) en  de Russische paardenbloem (Taraxacum kok-saghyz, composietenfamilie).
- natuurrubber dat (nog) niet gevulkaniseerd is: een vaste, maar nog flexibele substantie die uit dit sap van de rubberboom kan worden gemaakt, en die vroeger de basis was van alle rubberproducten, zoals rubberen ballen, luchtbanden, de vlakgom, het condoom, handschoenen, kleding en latexverf;
- het woord latex wordt ook vaak gebruikt om latexverf mee aan te duiden.

Natuurlijke latex wordt getapt door met een mes inkepingen te maken in de boomschors (onder een hoek van 30°) tot op het cambium. Aan het einde van de inkeping brengt men een gootje aan met daaronder een opvangbakje, meestal van aluminium, zodoende wordt de latex druppelsgewijs opgevangen en kan daarna door de tappers in emmers verzameld worden.
Latex uit de boom Castilla elastica, nabewerkt met sap van de Ipomoea alba, werd 3000 jaar geleden al gebruikt in Mexico, onder andere voor het maken van rubberen ballen.
De natuurrubber op basis van Hevea werd in 1736 uit Zuid-Amerika naar huis meegenomen door de Franse onderzoeker Charles Marie de La Condamine, waarna rubber tot een grootschalig toegepast en vervaardigd product evolueerde. Hij zou ook de naam latex hebben bedacht (Latijn voor melkachtig).
De bruikbaarheid van latex werd verhoogd door middel van chemische bewerkingen. Met name vulkanisatie, het verwarmen van natuurlijk rubber met zwavel, levert een stof op met veel betere eigenschappen. Hoe hoger het zwavelpercentage, des te harder wordt het rubber.
Natuurlijke latex is een suspensie van vele honderden natuurlijke polymeerdeeltjes (zowel rubber, een polymeer van isopreen, als eiwitten). Ten minste 75 van de eiwitten zijn allergenen; latex kan dus een (huid)allergie (latexallergie) veroorzaken. Voor medische toepassingen, bijvoorbeeld handschoenen voor chirurgie, wordt daarom synthetisch rubber gebruikt, gemaakt op basis van isopreen of het gelijkaardige neopreen.
Ook in andere toepassingen wordt tegenwoordig veel synthetisch vervaardigde rubber gebruikt. Ook latexverf bestaat, ondanks de naam, alleen nog maar uit synthetische dispersies. Daarnaast wordt natuurlijke latex nog steeds op grote schaal geproduceerd, op rubberplantages, die alleen in tropische gebieden kunnen bestaan.